# Апанчук Олександр Вікторович
Олександр Вікторович Апанчук (нар. 2 листопада 1993, с. Вільбівне, Рівненська область, Україна) — український футболіст, захисник нижчолігового польського клубу ЛКС (Чарнець).

## Життєпис
Народився в селі Вільбівне Рівненської області. Вихованець однойменної сільської команди, у складі якої виступав у юнацькому чемпіонаті Рівненської області. З 2010 по 2011 рік виступав у ДЮФЛУ за костопільський «КОЛІПС-Штурм». Після цього повернувся до рідного села, де й розпочав дорослу футбольну кар'єру. Спочатку грав на аматорському рівні. З 2011 по 2014 рік виступав за ФК «Вельбівно» у чемпіонаті Рівненської області та «Буревісник» (Кременець) у чемпіонаті Тернопільської області. У 2015 році перебрався до ОДЕКа, у складі якого грав у чемпіонаті Рівненської області та дебютував на загальнонаціональному рівні, в аматорському чемпіонаті України. 
5 липня 2017 року підписав свій перший професіональний контракт, з «Нивою». У футболці тернопільського клубу дебютував 9 липня 2017 року в переможному (4:3, серія післяматчевих пенальті) виїзному поєдинку кубку України проти харківського «Металіста 1925». Олександр вийшов на поле на 57-й хвилині, замінивши Святослава Дзядикевича. У Другій лізі України дебютував за «Ниву» 22 липня 2017 року в переможному (2:0) домашньому поєдинку 2-го туру групи «А» проти білоцерківського «Арсеналу». Апанчук вийшов на поле на 62-й хвилині, замінивши Юрія Головачука, а на 90+2-й хвилині відзначився своїм першим голом у професіональній кар'єрі. На початку серпня 2018 року, після 27 зіграних матчів та 5-ти голів, залишив «Ниву».
З 2018 по 2019 рік виступав за «Джуніорс» (Шпитьки) у чемпіонаті Київської області.
Наприкінці лютого 2020 року перебрався до «Діназу». У футболці вишгородського клубу дебютував 29 серпня 2020 року в переможному (2:0) виїзному поєдинку кубку України проти вишневського «Рубікона». Олександр вийшов на поле на 79-й хвилині замість Вадима Бовтрука. У Другій лізі України дебютував за «Діназ» 6 вересня 2020 року в переможному (5:1) домашньому поєдинку 1-го туру групи «А» проти чернівецької «Буковини». Апанчук вийшов на поле на 67-й хвилині замість Вадима Бовтрука, на 71-й хвилині відзначився своїм першим голом за клуб, а на 90+4-й хвилині отримав жовту картку. За півтора сезони, проведені в «Діназі» в Другій лізі України зіграв 39 матчів (12 голів), ще 3 поєдинки провів у національному кубку.
Наприкінці січня 2022 року підписав контракт з «Агробізнесом», але через повномасштабне вторгнення Росії до України так і не зіграв жодного офіційного матчу за волочиську команду й незабаром залишив клуб вільним агентом.
У середині березня 2022 року підсилив нижчоліговий польський колектив ЛКС (Чарнець).